# Ara della Regina

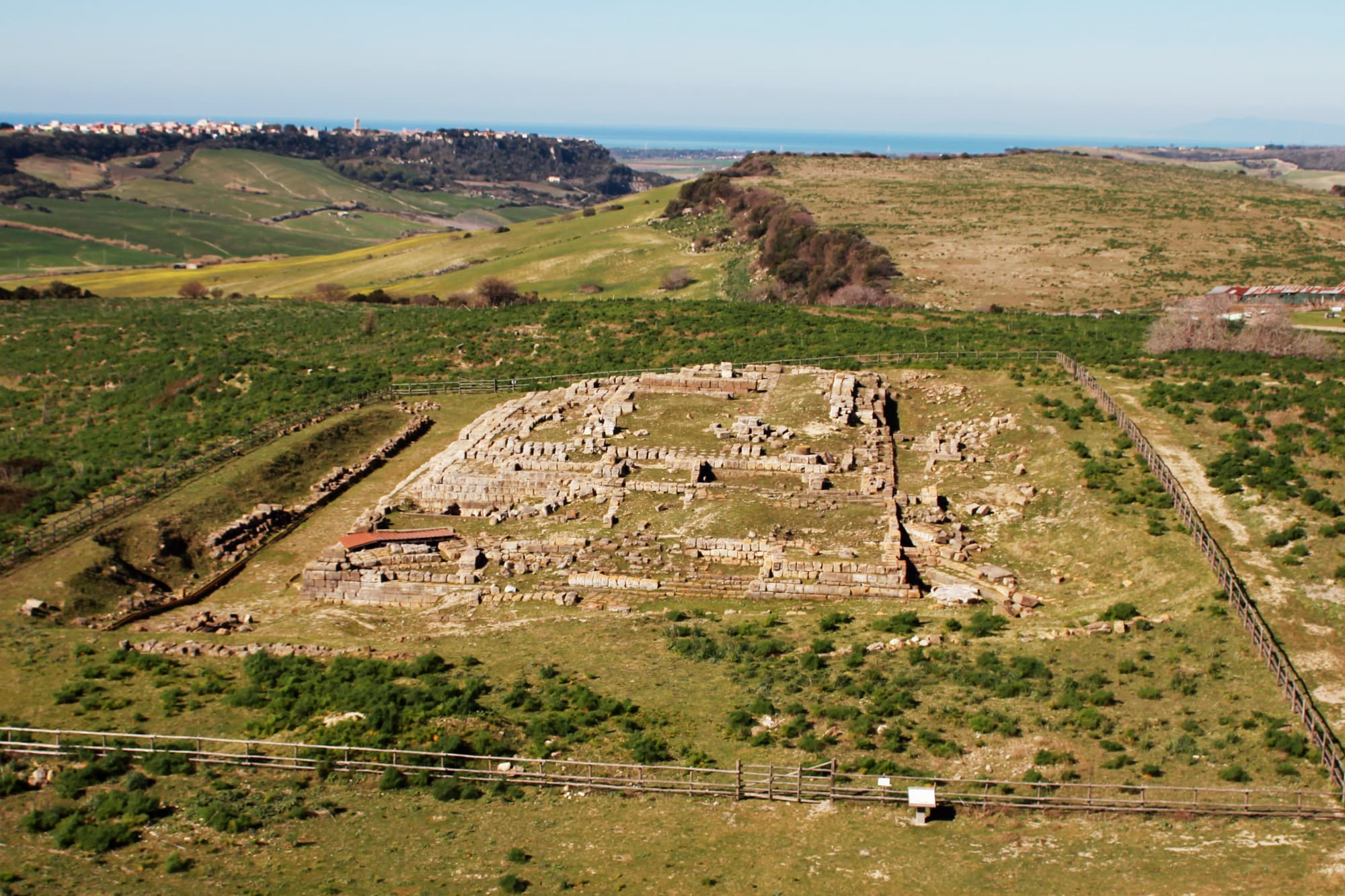
Vue aérienne du temple de l'Ara della Regina

L'Ara della Regina ou « Autel de la Reine », est un sanctuaire étrusque situé dans la périphérie de la cité antique de Tarquinia. Il s'agit d'un nom moderne, donné par la tradition archéologique aux vestiges d'un vaste sanctuaire étrusque suburbain ou périurbain de Tarquinia. Il désigne spécifiquement les vestiges d'un grand temple érigé au IVe siècle av. J.-C. (mais fondé pour la première fois au VIe siècle av. J.-C.) et situé sur le site archéologique étrusque de la ville de Tarquinia et de ses environs immédiats. Il se trouve dans la province de Viterbe, appartenant à l'Etrurie dans l'Antiquité, et situé dans le nord du Latium moderne. L'édifice n'est cependant pas, contrairement à ce que son nom consacré indique, un « autel », mais un grand temple sur podium de style toscan, ou étrusco-italique, dédié à l'équivalent étrusque du dieu Apollon, Aplu, et s'inscrit dans une aire archéologique bien plus vaste, abritant un sanctuaire de grande ampleur, fréquenté et occupé depuis le Xe siècle av. J.-C. par la communauté proto-étrusque puis étrusque de Tarquinia.

## Situation topographique
Le sanctuaire de l'Ara della Regina se trouve sur la colline de Pian di Civita, au sud du centre de la ville antique de Tarquinia, à environ 7km de la ligne de côte actuelle. Cette colline domine à la vallée du San Savino, aujourd'hui un petit ruisseau, et la colline ayant servi à l'implantation du centre urbain de Tarquinia à l'époque étrusque et romaine. Il se trouve aujourd'hui à 2 km au nord-est de la ville moderne de Tarquinia.

## Histoire des fouilles
L'Ara della Regina, découvert au XXe siècle, est constitué de restes de podium et de murs de soutènements relatifs à un temple sur podium érigé par les habitants de Tarchuna ou Tarchna, cité étrusque de la dodécapole et adversaire de Rome au IVe siècle av. J.-C. au cours des guerres romano-étrusques.

### La découverte du grand temple tardo-classique
Les opérations de fouilles archéologiques systématiques ont été menées sur la colline de Cività en 1938 puis en 1946. Elles ont été menées sous la direction de Pietro Romanelli, archéologue italien et historien de l’Italie antique. Ces fouilles ont permis de mettre au jour un vaste temple de style étrusque, érigé en plusieurs phases dont la plus grande manifestation monumentale, la dernière phase, date du IVe siècle av. J.-C., entre la fin de l'époque classique et le début de l'époque hellénistique, quand Tarquinia et Rome sont au sommet de leurs affrontements militaires.

### La découverte des phases archaïques et l'extension des recherches
En 1969, les recherches sont reprises sous la direction de Mario Torelli, notamment au nord du temple. L’université de Milan procède également à de nouveaux sondages archéologiques entre 1983 à 2002. Ces fouilles permettent d’explorer les différentes phases anciennes de l'édifice, qui remonte, pour son implantation initiale, au VIe siècle av. J.-C. Ces dernières campagnes permettent d'établir et de confirmer l'existence d'au moins quatre phases successives pour ce vaste édifice cultuel.
Ces fouilles ont révélé les quatre phases du temple qui se développe entre le début du VIe et le IIIe s. av. J-C. Elles permettent aussi de dévoiler l'existence, autour du temple principal, d'autres édifices de culte et de pratiques rituelles remontant à l'époque villanovienne, précédant le développement de la culture étrusque.

## Description architecturale et organisation du sanctuaire

### Occupations antérieures et autres édifices archaïques

#### Fréquentation protohistorique
L'aire archéologique de l'Ara della Regina est fréquentée dès le Xe siècle av. J.-C. ; elle est alors probablement utilisée comme nécropole et lieu d'observation des cieux et de consultation des signes célestes des divinités de la communauté protohistorique villanovienne installée dans la région. Le site a notamment livré une tombe protohistorique d'enfant, du IXe siècle av. J.-C. particulièrement mise en valeur dans la topographie, et dont la mémoire s'est perpétuée jusqu'à l'époque étrusque, à tel point que son emplacement était marqué par une stèle munie d'une inscription mentionnant le mot étrusque terela, soit, en grec teras et en latin, un prodigium (es). Pour les archéologues, cet enfant, inhumé avec sa mère, aurait été frappé d'épilepsie, le morbus sacer (pour les romains, un prodige néfaste, donc) et aurait été inhumé avec de nombreuses préoccupations religieuses, en raison du lien imaginé entre épilepsie et messages des divinités célestes dans l'Antiquité. Cette tombe a d'ailleurs été liée avec le mythe de l'enfant prodige Tagès, divinité spécifiquement étrusque ayant vécu, selon la légende, à Tarquinia. Au VIIIe siècle av. J.-C., le site, muni de plusieurs cavités naturelles sur ses pentes, voit sa fréquentation se concentrer sur les rites funéraires, ainsi que sur le dépôt de restes issus de sacrifices (humains et animaliers). Près de cette sépulture, est construite au IXe siècle av. J.-C. une hutte ou cabane ovale sur poteaux de bois dont le plan reprend celui de la maison villanovienne traditionnelle. Cette cabane est enceinte dans un second temps par une palissade de bois, remplacée par un mur de clôture religieux (un temenos) en pierre au VIIIe siècle av. J.-C.. Cette construction porte le nom de zone Alpha. Cette « aire sacrée » enclose villanovienne porte d'importantes traces traduisant sa fonction religieuse : des puits, des autels assemblés en terre crue (argile), ainsi que des offrandes animales à linstar de bois de cerfs ou des carapaces de tortues épandues sur le sol. Les puits servent à l'offrande de céréales, de moût de raisin, de restes d’olive et de gibier carbonisé tandis que les autels servent à abriter des dépôts de bijoux féminins (fibules et colliers).

#### Epoque orientalisante et débuts de la monumentalisation
Au cours de l'époque orientalisante, le sanctuaire se dote de sa première construction monumentale, à l'est du temple de l'Ara della Regina, baptisée édifice β (béta) par les archéologues. Cet édifice, installé au début du VIIe siècle av. J.-C., prend place dans une complexe zone mêlant plusieurs édifices, systèmes de fosses votives, canalisations et petits bâtiments entremêlés au sein d'une complexe stratigraphique (il est baptisé « complesso monumentale » dans la littérature archéologique). L'édifice béta a livré, dans son périmètre immédiat, de nombreuses offrandes métalliques (lituus, haches, boucliers) du début du VIIe siècle av. J.-C., dont un tesson de poterie inscrit en étrusque, traduisant de son rôle politiquement structurant pour la communauté précoce de Tarquinia. Cette inscription mentionnerait un épithète relevant d'une dédicace à Héraklès divinisé (seul un bref fragment « kalan[---] » en est conservé), épithète par ailleurs connu en Grèce insulaire à la même époque, et pointerait vers l'idée que ce premier sanctuaire était dédié à la divinité étrusque Uni, équivalente phénicienne d'Astarté, souvent honorée à côté de l'Hercule phénicien Melqart dans le monde phénico-punique ayant une forte influence sur l'Etrurie à cette période. Cette dédicace à Uni du sanctuaire d'époque orientalisante serait confirmée par la présence d'inscriptions étrusques renvoyant à des divinités chthoniennes découvertes dans le périmètre, notamment la formule dédicatoire « χiiati », aussi attestée à Cerveteri et Pyrgi où le culte d'Uni / Astarté est bien documenté (notamment dans le texte des lamelles de Pyrgi). Au cours de l'époque orientalisante, les anciennes structures villanoviennes sont volontairement recouvertes de petits autels érigés en pierre liées à la terre pour en conserver la mémoire topographique.

### Le grand temple de l'Ara della Regina
Les fouilles réalisées en profondeur dans les soubassements du temple du IVe siècle av. J.-C., le mieux conservé et le plus visible, ont permis de mettre au jour de petites portions du sanctuaire remontant au début du VIe siècle av. J.-C. ; ces phases anciennes se traduisent par des soubassements de podium et de murs de cella réalisés en grands blocs de calcaire taillés formant un grand appareil monumental.
L'édifice connait quatre phases de construction attestées par l'archéologie :
- Le premier temple, ou temple I est daté de la première moitié du VIe siècle av. J.-C.
- Le temple II est lui succède dans la seconde moitié du VIe siècle av. J.-C. Ce deuxième édifice est réalisé en intégrant largement l’édifice précédant au nouveau bâtiment, qui est surélevé et agrandi.

- Vers 400 av. J-C, le temple est largement agrandi avec l’adjonction d’une pièce cultuelle à l'arrière de la cella, un adyton.
- À l'époque hellénistique, les pièces internes du temple (cella / adyton / pronaos) sont restructurées pour donner naissance à une cella triple à l'arrière d'une grande salle précédée d'un pronaos in antis.

### Décor architectural
Le décor des élévations successives de cet édifice reste mal connu. Seule une des phases de cette décoration, la troisième, datant de la fin de l'époque classique ou du début de l'époque hellénistique, est connue avec certitude : elle est notamment attestée par la découverte d'un groupe statuaire de corniche rampante en terre cuite, typique de l'art étrusque de l'époque, présentant un groupe de chevaux ailés harnachés à un char malheureusement non conservé, installé à l'extrémité gauche du fronton du temple à l'angle formé entre la corniche rampante et le larmier horizontal du fronton. Ces « chevaux ailés de Tarquinia » sont conservés au Musée archéologique national de Tarquinia. Cette pièce est considérée comme une pièce majeure de l'art étrusque.

Groupe des "chevaux ailés de Tarquinia" ayant orné le bord de la corniche encadrant le fronton de la phase III du temple.

### Analyse dimensionnelle de l'édifice
Selon M. Cavalieri, le temple - de dimensions unique à l'échelle du paysage religieux étrusque contemporain - obéit à une structuration dimensionnelle bien particulière, traduisant la préoccupation des habitants de Tarquinia pour une approche géométrique des édifices religieux, obéissant aux règles fondamentales de la disciplina etrusca :

« À Tarquinia le temple dit de l’« Ara della Regina » présente des proportions exceptionnelles comparé aux autres temples étrusques, et ce, dès la première moitié du VIe siècle av. J.-C. Une analyse planimétrique des phases de construction successives laisse entrevoir un unique principe d’agencement, régissant non seulement les murs extérieurs de l’édifice, mais également les subdivisions internes et les dimensions de la grande terrasse archaïque sur laquelle le temple est établi. Un schéma géométrique simple, basé sur le rabattement de la diagonale d’un carré ou d’un rectangle, semble conférer les proportions suivantes aux différentes parties de l’édifice : 1 : √2, 1 : √3 et 1 : √5. Ce même procédé, dans une application plus modeste, a par ailleurs déjà été observé dans l’autre pôle religieux de la ville, le complexe de l’aire sacrée du Pian di Civita. »

— M. Cavalieri, Genus numeri